# SimSig
SimSig is een gratis softwaresimulatie van het hedendaagse Britse spoorwegseinsysteem, ontwikkeld voor de pc. De software geeft iemand een kijkje in het spoorwegseinsysteem vanuit het perspectief van een spoorwegmedewerker die de seinen moet bedienen. Visueel lijkt het op het British Rail Integrated Electronic Control Centre.
Via deze software kan iedereen proeven aan het vak van signaller of treindienstleider.

## Achtergrond
Hoewel de software is ontwikkeld door experts op het gebied van het seinsysteem om de simulatie zo realistischer te maken, is de software ook bruikbaar voor mensen die geen professionele kennis van het systeem hebben. Mensen kunnen met de software hun eigen treinschema’s opstellen, en deze via internet met elkaar uitwisselen. Sommige simulaties zijn online samen te spelen. 
SimSig kan de speler tegenwerken met problemen die een echte signalleider ook tegen kan komen, zoals wissel- en seinstoringen, bezet spoormeldingen, defecte treinen, defecte overwegen, grote vertragingen enz. Het aantal simultane verstoringen is in te stellen van 0 tot 15, en ook de duur van een verstoring is naar smaak aan te passen. 
Sommige simulaties beschikken over een Automatic Routesetting System (Automatische Rijweg Instelling). ARS kan het iemand makkelijker maken, maar ook lastiger. Het is de taak van de speler om goed te monitoren en vooral goed op te letten wat ARS gaat doen. 

## Simulaties
De volgende simulaties zijn beschikbaar:
- Kings Cross
- Swindon (project gestaakt, nu in SwinDid simulatie)
- Didcot  (project gestaakt, nu in SwinDid simulatie)
- SwinDid (Swindon en Didcot simulaties samengevoegd)
- Southampton
- Bristol
- London Liverpool street
- Londen Waterloo
- Sheffield
- Northe London Line
- Royston
- Cambridge
- Stafford
- Westbury
- Exeter (met uitdagend seawall scenario)
- Peterborough
- Three Bridges (Croydon panels)
- Gloucester
- Edinburgh
- Centraal Schotland
- Noordoost Schotland
- Trent

De volgende simulaties zijn in ontwikkeling:
- Reading
- Saltley
- Derby
- Birmingham Newstreet
- Londen Easton
- Wembly

## Systeembenodigdheden
- Computer met Windows XP, Vista of Windows 7.

## SimSig op iMac
Alhoewel SimSig geschreven is voor een Windows omgeving, is het mogelijk om het ook te draaien op Mac OS X. Hiervoor is Crossover nodig.